# بيتر أوبيروث
بيتر فيكتور أوبيرروث (من مواليد 2 سبتمبر 1937) هو مدير تنفيذي أمريكي للرياضة والأعمال معروف بمشاركته في الألعاب الأولمبية وفي دوري البيسبول الرئيسي. كان رجل أعمال مقيمًا في لوس أنجلوس، وكان رئيسًا للجنة المنظمة للألعاب الأولمبية في لوس أنجلوس التي أحضرت الألعاب إلى لوس أنجلوس في عام 1984. حصل أوبيرروث على لقب شخصية العام للعام 1984 لنجاحه في تنظيم الألعاب الأولمبية.
بعد انتهاء الألعاب، تم تعيينه في منصب الرئيس السادس لاتحاد للبيسبول، وهو الدور الذي شغله من 1984 إلى 1989. شغل لاحقًا منصب رئيس اللجنة الأولمبية الأمريكية من 2004 إلى 2008.